# Kreuzschlüssel

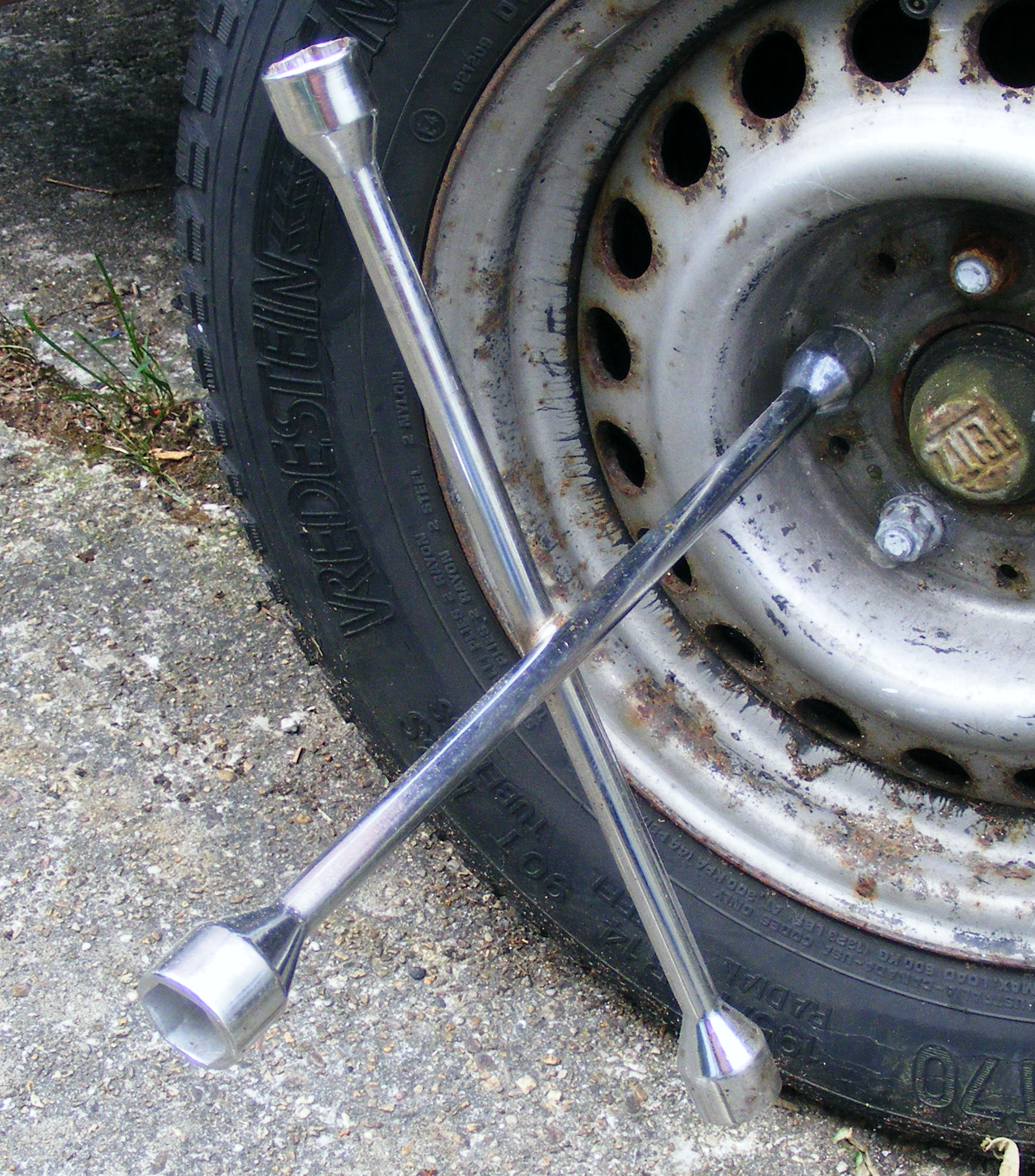
Kreuzschlüssel

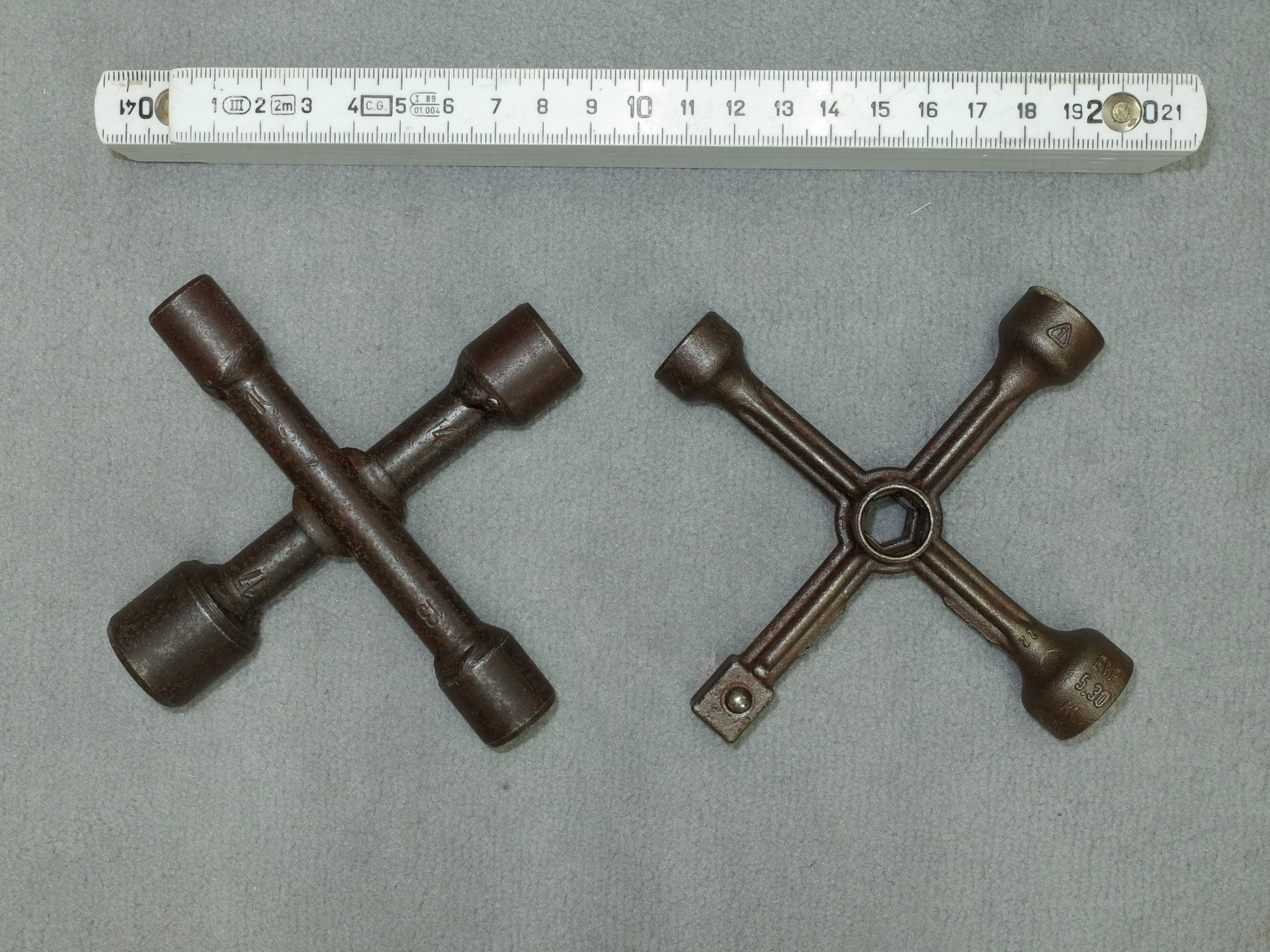

Ein Kreuzschlüssel, auch Radkreuz oder Drehkreuz genannt, ist ein Handwerkzeug, das benutzt wird, um Schrauben und Muttern zu lösen oder anzuziehen. Er ist eine besondere Art von Steckschlüssel, bei dem vier verschiedene Größen über Kreuz angeordnet sind. Kreuzschlüssel werden oft für Radwechsel benutzt. Auch beim Montieren von sanitären Einrichtungen werden sie des Öfteren verwendet.

## Größe, Form und Eigenschaften
Die Größe des Kreuzschlüssels variiert nach Art der bevorzugten Nutzung. In der Regel sind diese zwischen 35 cm × 35 cm bis zu 70 cm × 70 cm groß. Die Form gleicht zwei quer übereinandergelegten Steckschlüsseln, die miteinander verschweißt sind.
Die meisten Kreuzschlüssel sind entweder pulverbeschichtet oder verchromt.

### Schlüsselweite
Für Pkw sind die Schlüsselweiten 17, 19, 22 mm und teilweise 13/16" gebräuchlich, für Lkw die Weiten 24, 27 und 32 mm. Manche Hersteller besetzen die vierte Position mit einem Vierkant zum Antrieb von Nusswerkzeugen. Gebräuchlich sind dann 1/2″ für Pkw und 3/4″ für Lkw.